# Espiral de Cotes
En física i en matemàtiques de corbes planes, l'espiral de Cotes és una espiral que habitualment s'escriu en una de les tres formes següents:
{\displaystyle {\frac {1}{r}}=A\cos \left(k\theta +\varepsilon \right)}
{\displaystyle {\frac {1}{r}}=A\cosh \left(k\theta +\varepsilon \right)}
{\displaystyle {\frac {1}{r}}=A\theta +\varepsilon }
on r i θ són el radi i l'angle azimutal d'un sistema de coordenades polars, respectivament, i A, k i ε són nombres reals arbitraris constants. Aquestes espirals s'anomenen així en honor de Roger Cotes. La primera forma correspon a un epispiral, i la segona a una espiral de Poinsot; la tercera forma correspon a una espiral hiperbòlica, també coneguda com a espiral recíproca, la qual de vegades no es considera com a espiral de Cotes.
La importància de les espirals de Cotes per a la física és en el camp de la mecànica clàssica. Aquestes espirals són les solucions del moviment d'una partícula que es mou sota l'efecte d'una força central de magnitud proporcional a la inversa del cub de la distància, p. ex.,
{\displaystyle F(r)={\frac {\mu }{r^{3}}}}
On μ és qualsevol nombre real constant. Una força central és una que depén només de la distància r entre la partícula que es mou i un punt fix a l'espai, el centre. En aquest cas, la constant k de l'espiral pot ser determinada a partir de μ i de l'àrea h escombrada per unitat de temps pel vector posición de la partícula segons la fórmula
{\displaystyle k^{2}=1-{\frac {\mu }{h^{2}}}}
Quan μ < h ² (forma cosinus de l'spiral) i
{\displaystyle k^{2}={\frac {\mu }{h^{2}}}-1}
Quan μ > h ² (forma cosinus hiperbòlic de l'espiral). Quan μ = h ² exactament, la partícula segueix la tercera forma de l'espiral
{\displaystyle {\frac {1}{r}}=A\theta +\varepsilon .}